# Исан (река)
Исан — река в России, протекает по Парабельскому району Томской области. Устье реки находится в 13 км по правому берегу Безымянной протоки Оби. Длина реки составляет 24 км. Исток из озера Исан.

## Данные водного реестра
По данным государственного водного реестра России относится к Верхнеобскому бассейновому округу, водохозяйственный участок реки — Обь от впадения реки Кеть до впадения реки Васюган, речной подбассейн реки — Кеть. Речной бассейн реки — (Верхняя) Обь до впадения Иртыша.
Код объекта в государственном водном реестре — 13010700112115200028409.